# Dwars door het Hageland
Dwars door het Hageland er et endagsløb i landevejscykling, som foregår i provinsen Vlaams-Brabant i Belgien. Løbet er af kategori 1.Pro og en del af UCI ProSeries. Løbet blev for første gang arrangeret i 2001, men var fra 2001 til 2010 reserveret for amatører. 

## Vindere
| År                        | Vinder               | Toer                | Treer                 |
| ------------------------- | -------------------- | ------------------- | --------------------- |
| for amatører              |                      |                     |                       |
| 2001                      | Jan Claes            | Wesley Bellen       | Sandro Bijnen         |
| 2002                      | Frank Verjans        | Wouter Van Mechelen | Niels Hammers         |
| 2003                      | Gordon McCauley      | Andy Vanhoudt       | Kurt Wouters          |
| 2004-2006 ikke arrangeret |                      |                     |                       |
| 2006                      | Gediminas Bagdonas   | Nico Kuypers        | Simas Kondrotas       |
| 2007                      | Dave Bruylandts      | Nico Kuypers        | Kurt Van Goidsenhoven |
| 2008                      | Bert Scheirlinckx    | Lieuwe Westra       | Nico Sijmens          |
| 2009                      | Geert Omloop         | Benny De Schrooder  | Benjamin Gourgue      |
| for professionelle        |                      |                     |                       |
| 2010                      | Frédéric Amorison    | Stijn Steels        | Michael Tronborg      |
| 2011                      | Gregory Habeaux      | Huub Duyn           | Christian Moberg      |
| 2012                      | Timothy Stevens      | Davy Commeyne       | Niko Eeckhout         |
| 2013-2015 ikke arrangeret |                      |                     |                       |
| 2016                      | Niki Terpstra        | Wout van Aert       | Florian Sénéchal      |
| 2017                      | Mathieu van der Poel | Taco van der Hoorn  | Wout van Aert         |
| 2018                      | Krists Neilands      | Elia Viviani        | Gianni Vermeersch     |
| 2019                      | Kenneth Vanbilsen    | Niki Terpstra       | Quinten Hermans       |
| 2020                      | Jonas Rickaert       | Nils Eekhoff        | Gianni Vermeersch     |
| 2021                      | Rasmus Tiller        | Danny van Poppel    | Yves Lampaert         |
| 2022                      | Oscar Riesebeek      | Gianni Vermeersch   | Florian Sénéchal      |
| 2023                      | Rasmus Tiller        | Stan Van Tricht     | Florian Vermeersch    |
| 2024                      | Gianni Vermeersch    | Jonas Abrahamsen    | Hartthijs de Vries    |